# Овсянников, Олег Владимирович (археолог)
Оле́г Влади́мирович Овся́нников (род. 6 марта 1937 года, Тобольск, СССР) — советский и российский археолог, историк, музейный работник. Исследователь древней и средневековой русской материальной культуры. Доктор исторических наук, ведущий научный сотрудник Санкт-Петербургского Института материальной культуры Российской академии наук (ИИМК РАН). Основной круг научных интересов — археология и история Русского Севера, Сибири и Заполярья. Проводил полевые исследования и раскопки в Архангельской, Псковской, Ленинградской и Вологодской областях; на территории Ямало-Ненецкого автономного округа. Автор более 200 публикаций. В настоящее время О. В. Овсянников проживает в Германии, в Вюрцбурге, где продолжает работать над новыми книгами и статьями.

## Ранние годы
Родился 6 марта 1937 года в Тобольске. Среднюю школу окончил в Архангельске, где в областном театре работали его родители. Поступил в Ленинградский государственный университет на исторический факультет, где познакомился со своей женой — этнографом Татьяной Александровной Бернштам.
После окончания Ленинградского университета в 1959 году вернулся в Архангельск, где работал археологом в Архангельском областном краеведческом музее. Занимался археологическими исследованиями широкого круга памятников материальной культуры поморов — от святилищ в устье Печоры, относящихся к VI—X векам, до фундаментов каменных построек XVII—XVIII веков в Архангельске.

## Изучение памятников Архангельского Севера
В 1962 году Овсянников переехал в Ленинград, где начал работать в Ленинградским отделении Института археологии РАН СССР. Основные исследования проводил на территории Архангельской области. Возглавлял Северо-Двинской отряд. С 1984 года — начальник Архангельской археологической экспедиции.
На протяжении длительного времени Овсянников обследовал памятники каменного зодчества Архангельского Севера, а также осуществлял объемные археологические работы в самом Архангельске. Результаты этой исследовательской работы были обобщены и опубликованы в целом ряде научных и научно-популярных публикаций. Написанная О. В. Овсянниковым книга «Средневековые города Архангельского Севера : Люди. События. Даты» стала не только вехой в обобщении археологических и исторических знаний о Русском Севере, но и превратилась в подспорье для работы краеведов. В 1989 году на основе результатов многолетней исследовательской работы О. В. Овсянников защитил докторскую диссертацию «Города Архангельского Поморья эпохи Средневековья: (Ист.-археол. исслед.)».
В 2004 году Овсянников передал в дар Архангельскому областному краеведческому музею археологическую коллекцию из 500 предметов: микрофильмы письменных документов, фотонегативы видов раскопок, рисунки, печные изразцы старых Гостиных дворов, обнаруженных во время раскопок на территории гостиницы «Пур-Наволок» в Архангельске, а также кусочки ткани — фрагменты одежды простых людей из Мангазеи, первом русском заполярном городе XVII века.

## Археологическое исследование Мангазеи
Постановлением Совета Министров РСФСР от 30 августа 1960 года городище Мангазея было внесено в списки археологических памятников республиканского значения. Встал вопрос о всестороннем обследовании памятника. В 1968 году О. В. Овсянников возглавил Арктический отряд Ленинградского отделения Института археологии РАН СССР, который стал частью Мангазейской экспедиции Арктического и антарктического научно-исследовательского института под руководством М. И. Белова. Экспедиция была сформирована для планомерного археологического изучения Мангазеи, которое началось в 1968 году и велось на протяжении четырёх полевых сезонов. От Института археологии РАН СССР в состав экспедиции вошли научные сотрудники О. В. Овсянников и В. Ф. Старков.
Основанное в XVI веке в богатом пушниной районе Сибири поморское торговое поселение на р. Таз на севере Западной Сибири (на территории современного Ямало-Ненецкого автономного округа) после прибытия туда стрелецкого гарнизона в 1601 году во главе с воеводами князем Мироном Шаховским и Данилой Хрипуновым перерастает в острожное поселение с посадом, а затем — в город с регулярной планировкой, где были сооружены кремль, церковь и различные административные здания включая таможню.
Длительное время изучение истории Мангазеи основывалось исключительно на письменных источниках хранящихся в Российском государственном архиве древних актов. Археологические изыскания в 1968-1972 годах позволили подвести материальную базу под современные представления о важной и интересной странице из прошлого России и заложили научную основу для последующих раскопок. В ходе работы экспедиции была осуществлена датировка деревянных сооружений Мангазеи дендрологическим методом, найдены и описаны многочисленные археологические находки: изделия из дерева и глины, изделия из кости, изделия из цветных металлов, стекла и кожи. Составлена коллекция мангазейских монет, раскрывающая географию торговых связей поморских купцов. Были установлены типы орудий охоты и промыслов, виды оружия, описаны предметы материальной культуры аборигенного населения.
Анализ комплекса письменных и материальных источников позволил сделать вывод, что город Мангазея, первый всесторонне исследованный сибирский город эпохи великих русских географических открытий, был важным торговым и ремесленным центром. Поэтому Мангазея была нанесена европейскими картографами на издававшиеся в то время в Европе географические карты.
Значение Мангазеи определялось тем, что она являлась конечным пунктом так называемого Мангазейского морского хода, поморского торгового пути из Белого моря в низовье реки Таз через Тазовскую губу Карского моря. В ходе археологической экспедиции Арктического и антарктического научно-исследовательского института под руководством М. И. Белова с участием Овсянникова был исследован Мангазейский морской ход, определены места волоков, собрана коллекция судовых частей, реконструирована их конструкция, предложены варианты графических изображений судов.
После истребления пушного зверя и передвижения пушной торговли дальше на Восток Мангазея пришла в упадок. В 1672 году большая часть населения вместе со стрелецким гарнизоном покинула Мангазею и обосновалась в Туруханском ясачном зимовье, на месте которого и возник нынешний Туруханск.
В 1973 году Овсянников на основе материалов раскопок Мангазеи защитил кандидатскую диссертацию.

## Изучение раннесредневековых археологических памятников Сибири
Овсянников стал инициатором системного изучения археологических памятников средневековья Сибири и Заполярья доненецкого периода (V—X вв. н. э.). Так, О. В. Овсянников открыл целый ряд раннесредневековых племенных центров — укреплённых поселений (городищ) с частично сохранившимися до нашего времени остатками дерево-земляных сооружений. Важнейшими находками Архангельской археологической экспедиции под руководством О. В. Овсянникова стали Ортинское городище (VI—XI века) и городище в устье реки Гнилка.
Ортинское городище рамещалось на возвышенности между р. Печорой, впадающей в неё р. Ортинкой, и питающих Печору нескольких озёр (в 90 км севернее Нарьян-Мара, по правому берегу р. Печора). При раскопе Ортинского городища было найдено около 1500 предметов из чёрного и цветного металла, костяные наконечники стрел, культовые предметы с изображением животных исполненных в так называемом «зверином стиле». Овсянников высказал мнение, что Ортинское городище входит в контактную зону местного и пришлого населения с загадочным народом сиртя. В русских летописях XI—XIV века они назывались «печера», а в ненецких преданиях — сиртя, сихиртя, сииртя.
В настоящее время Ортинское городище признано археологическим памятником федерального значения.
Находки О. В. Овсянникова при раскопе городища на реке Гнилка в районе Пустозерска свидетельствуют в пользу того, что деревянное укрепление на этом месте была построена не позднее X века. Уцелели очертания рвов и валов, которые можно визуально определить. Крепость в плане была прямоугольной, а стены были сооружены из вертикально поставленных бревен. Сохранились следы юго-западной башни и остатки ворот. В ходе раскопок были обнаружены многочисленные артефакты: предметы из бронзы, стекла, железа, кости, фрагменты изображений животных. Рядом с городищем располагалось святилище, датируемое VI—XIII веком. Особый интерес представляет найденный на берегу р. Гнилка конус из вторичной меди небольшого размера, так называемый «мощевик», который был датирован XII-началом XIV веков. Интересно, что подобные «мощевики»-конусы были также найдены в средневековом могильнике Зелёный Яр под городом Салехардом, где в нескольких захоронениях они находились под стопами погребённых. Аналогичные предметы были найдены при археологических раскопках в городище Бухта Находка на восточном побережье полуострова Ямал. Археологи высказали предположение, что «мощевики» заменяли глиняные горшки при совершении священных обрядов и использовались в функции светильников.
Археологические изыскания Овсянникова вместе с изучением русских летописей, ненецких сказаний и данных топонимики позволили существенно расширить современные представления о племенах обитавших в низовьях Печоры в доненецкий период, получившими собирательное имя сиртя (также сихиртя, сииртя). Сведения о загадочном народе сиртя можно встретить в русских летописях X—XIV веков, в записках путешественников — Пьер-Мартин де Ламартиньер (XVII век.), в трудах исследователей Севера таких как Иван Лепехин (XVIII век), А. И. Шренк, В. Н. Чернецов, Л. П. Хлобыстин, Л. П. Лашук , А. П. Окладников. Современные этногрофы отмечают, что предания о сиртя передаются из поколения в поколение во всех ненецких тундрах от полуострова Канин до реки Енисей.

## Раскопки в Пустозерске

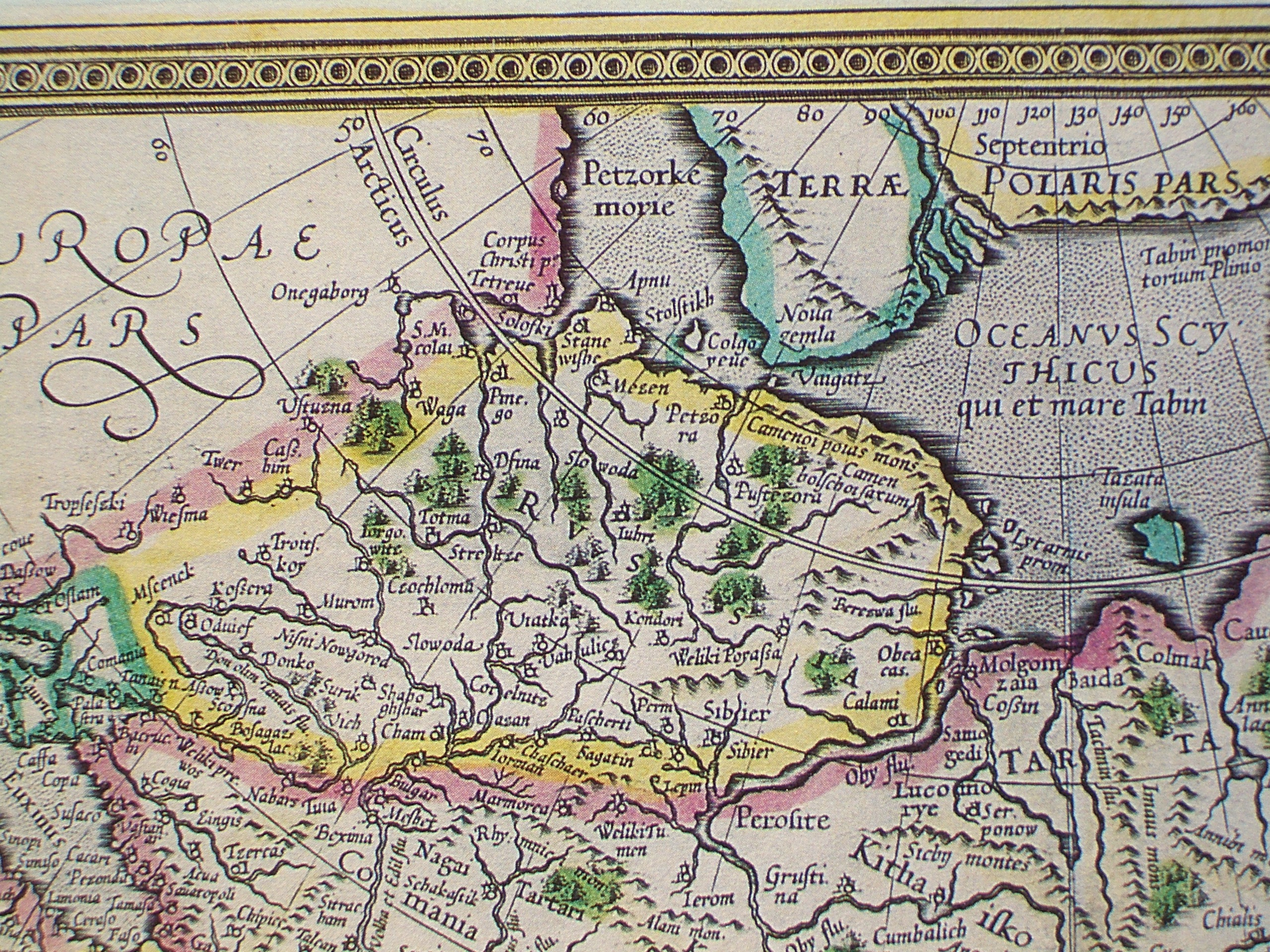
Печорский край на карте Меркатора, 1495 год

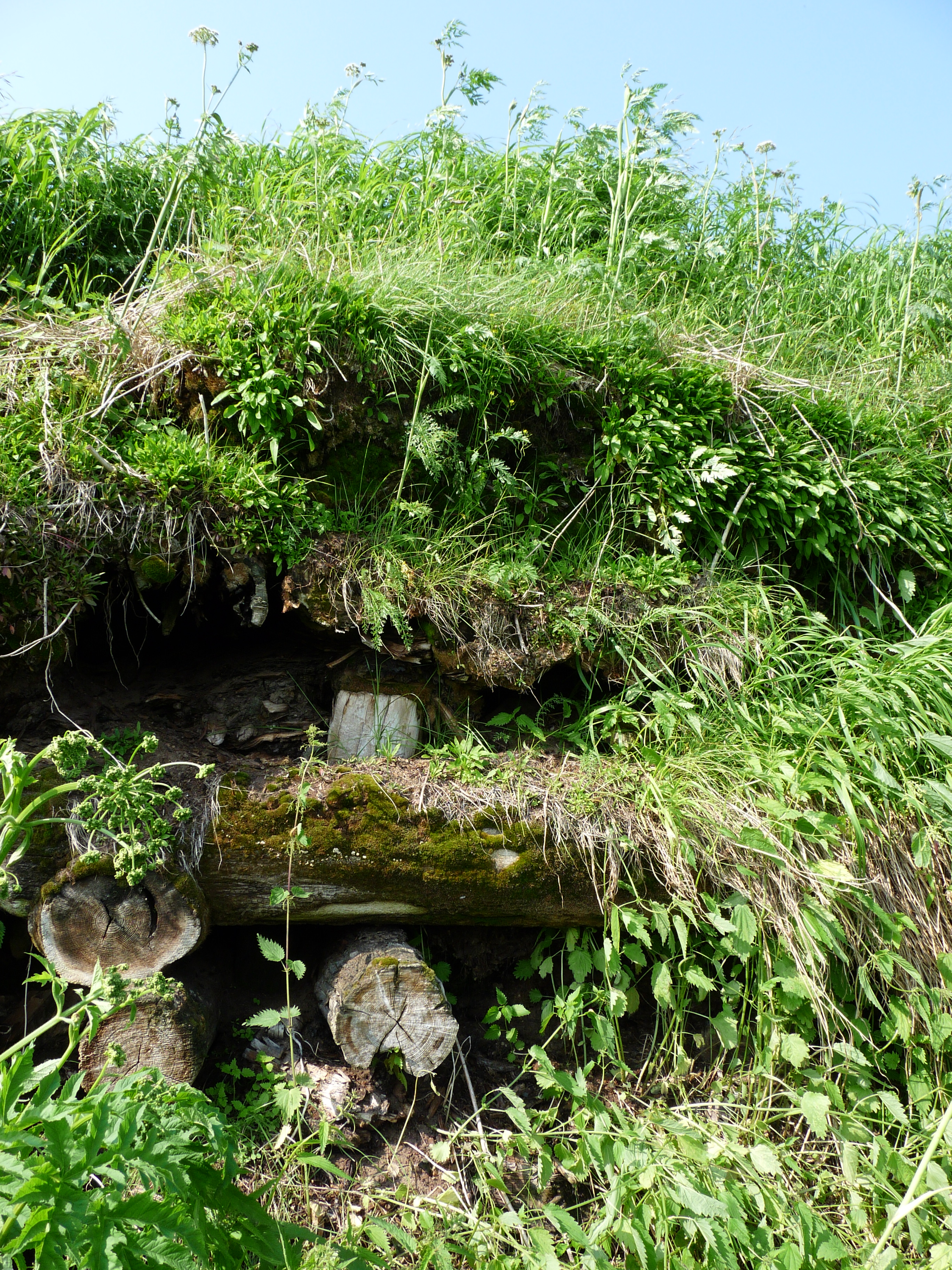
На месте археологических раскопок. Пустозерск, июль 2010 года

На протяжении многих лет начиная с 1987 года О. В. Овсянников вёл раскопки в первом русском городе за Полярным кругом, древней столице Печорского края — Пустозерске, отметившей в 1999 году своё 500-летие.
Расположенный в 25 километрах на юго-запад от современного Нарьян-Мара Пустозерск был основан в 1499 году по указу царя Ивана III во время экспедиции в Югорскую землю воеводами Семёном Курбским, Петром Ушатым и Василием Заболотским-Бражником. На протяжении XVI—XVIII веков являлся экономическим, культурным и административным центром Печорского края. Получил известность как место ссылки важных государственных преступников, самым известным из которых стал протопоп Аввакум, написавший в Пустозерске всемирно известное «Житие». Город просуществовал до середины XX века, и был окончательно покинут жителями в 1962 году.
Пустозерское городище площадью в 412 гектаров расположено на Богородичном мысе глубоко вдающимся в Городецкое озера (также — Пустое, Кормчее), соединённого с р. Печорой протокой Городецкий шар, в 100 км от устья Печоры и 25-х км от г. Нарьян-Мара. Земля в городище хранит в себе пятивековой культурный слой толщиной в несколько метров. Постановлением Совета Министров РСФСР в 1974 году памятник археологии «Пустозерское городище» был внесён в список памятников истории и культуры, находящихся на государственной охране. В 1991 году на территории исторического природного памятника «Городище Пустозерск» был открыт Пустозерский историко-природный музей.
В течение 1987—1995 годов Овсянников проводил раскопки внутри Пустозерска и обследование памятников в его окрестностях, где обнаружил и обследовал несколько святилищ. Собранный и проанализированный им материал лег в основу коллективной монографии «Русский город в Арктике». Эта книга внесена в список «Важнейшие издания ИИМК РАН, 1995—2000 гг.».

## Международное сотрудничество
С 1990 года сотрудничает с Мареком Эдвардом Ясински, профессором Норвежского Гуманитарно-технического университета, г. Тронхейм, в соавторстве с которым написал несколько книг и статей. В совместной монография «Пустозерск. Русский город в Арктике» авторами произведён сопоставительный анализ письменных и материальных источников, проливающих свет на богатую событиями 500-летнюю историю Пустозерска. Причём, ряд письменных источников XVI—XVIII веков был впервые введён ими в научный оборот. Раскрыта роль Пустозерска как своеобразного «перекрестка-моста», связывавшего отдалённые северные регионы Российского государства с Северной Атлантикой. В основе источниковедческой базы исследования были положены археологические коллекции, собранные Овсянниковым во время раскопок древнего Пустозерска и памятников в его окрестностях в 1987—1995 годах, и М. Э. Ясински — в ходе изучения русских промысловых становищ на архипелаге Шпицберген в 1981—1995 годах. В целом, «Авторы показывают тесную экономическую связь этих двух русских заполярных центров и схожесть их исторических судеб». В монографии также использованы материалы раскопок Мангазеи — русского города XVII в. в Западно-Сибирском Заполярье.

## Научный вклад
Овсянников сделал важный вклад в полевое исследование материальной культуры Русского Севера, а также в осмысление собранного археологического материала в комплексе с письменными и другими источниками, что привело к введению в научный оборот нового исторического знания. В числе его археологических раскопов и обследований входят: городища Мангазея и Пустозерск с окрестными памятниками, могильники X—XIII веков на реках Печоре, Ваге, Устье, Северной Двине; укреплённые феодальные усадьбы XIV—XV веков на Северной Двине, Ваге, Пинеге, Емце, такие как Орлец, Топса, Варенга, Вотложма, Кеврола; северные посады-города, такие как Холмогоры, Каргополь, Архангельск,Шенкурск. Были проведены раскопки на территории Ненецкого автономного округа, где О. В. Овсянников исследовал городища и святилища, принадлежавшие доненецким племенам. Во многих музеях Русского Севера хранятся археологические находки, обнаруженные в результате его раскопок. Это изделия из дерева, кости, кожи, металла (бронзы, железа, олова, серебра), культовые предметы, орудия труда, фрагменты оленьей упряжи, гребни. Временной диапазон находок VI—XX век.

## Избранные труды
- Холмогорский и Архангельский посады по писцовым и переписным книгам XVII в. / О. В. Овсянников // Материалы по истории Европейского Севера СССР: Северный археографический сборник. — Вологда, 1970. Вып. 1. — С. 197—211.
- Овсянников О. В. Люди и города средневекового Севера. — Архангельск: Сев.-Зап. кн. изд-во, 1971. — 81 с. — 15 000 экз.
- Овсянников О. В. Археологические раскопки в Орлеце в 1971 г. // Археологические открытия 1971 года. — М.: Наука, 1972. — С. 39—40.
- Овсянников О. В. Сольвычегодск. — Архангельск: Сев.-Зап. кн. изд-во, 1973. — 96 с. — (Города Архангельской области). — 30 000 экз.
- Каменная крепость XIV в. в низовьях Северной Двины / О. В. Овсянников. — КСИА, 1974. вып. 139. — С. 114—117.
- Овсянников О. В., Царькова Л. А. Работы в Вологодской и Кировской областях / Археологические открытия 1974 года: сб. стат. — М.: Наука, 1975.
- Булкин В. А., Овсянников О. В. Разведочные раскопки древнего Велья / Археологические открытия 1974 года: сб ст. — М.: Наука, 1975.
- Овсянников О. В. Копорье: Историко-архитектурный очерк. — Л.: Лениздат, 1976. — 120 с. — 25 000 экз. Электронный ресурс Архивная копия от 18 марта 2013 на Wayback Machine
- Укреплённые усадьбы XIV—XV вв. как памятники оборонного зодчества Русского Севера / О. В. Овсянников / В кн.: Краткие сообщения Института Археологии, вып. 172. — С. 97-104. Электронный ресурс Архивная копия от 28 октября 2013 на Wayback Machine
- Новые данные о Емецком городке / О. В. Овсянников. — КСИА, 1977. вып. 150. — С. 97-103.
- Овсянников О. В. Шенкурск. — Архангельск: Сев.-Зап. кн. изд-во, 1978. — 105 с. — (Города Архангельской области).
- Новейшие археологические исследования на территории Архангельской области / А. А. Куратов, О. В. Овсянников // Историография и источниковедение истории северного крестьянства : северный археографический сборник. — Вологда, 1978. — Вып. 6.— С. 3-12.
- Археологические работы в Архангельской области в 1979 г. / О. В. Овсянников (вместе с Назаренко В. А.). — М., 1980.
- Мангазея / М. И. Белов, О. В. Овсянников, В. Ф. Старков ; Гос. комитет СССР по гидрометеорол. и контролю природ. среды [и др.]. — Ленинград : Гидрометеоиздат, 1980—1981.

Ч. 1.: Мангазейский морской ход. / под ред. М. И. Белова. — 1981. — 163 с.: рис., табл.
Ч. 2.: Материальная культура русских полярных мореходов и землепроходцев XVI—XVII вв. / отв. ред. Б. А. Рыбаков. — Москва: Наука, 1982. — 149 с.: рис., табл.
- По Неве и Волхову / В. А. Булкин, О. В. Овсянников. — Л.: Искусство. Ленингр. отд-ние, 1981. — 168 с. (Дороги к прекрасному)
- Ученый, зодчий, каменщик: (О Ю. П. Спегальском) / В. А. Булкин, О. В. Овсянников. — Л.: Лениздат, 1983. — 112 с.
- Овсянников О. В., Царькова Л. А. Изучение начальных отложений культурного слоя в пределах стены 1309 г. / Археологическое изучение Пскова: сб. стат. / Акад. наук СССР. Ин-т археологии; ред. В. В. Седов; авт. предисл. В. В. Седов. — М.: Наука, 1983.
- Назаренко В. А., Овсянников О. В., Рябинин Е. А. Византийские белоглинянные расписные кружки и киликовидные чашки // Советская археология: журнал / Акад. наук СССР. Ин-т археологии; ред. Б. А. Рыбаков — 1983. — № 4.
- Археология острова Моржовец и проблема древнейшего заселения островов Белого моря / А. А. Куратов, О. В. Овсянников // Двести лет арктической археологии : сб. — М., 1990. — С. 44-48. — (Крат. сообщ. /АН СССР. Ин-т археологии).
- Средневековые города Архангельского Севера : Люди. События. Даты / О. В. Овсянников. — Л. Лениздат, 1983.
  - Овсянников О. В. Средневековые города Архангельского Севера. — Архангельск: Сев.-Зап. кн. изд-во, 1992. — 352 с. — 15 000 экз. — ISBN 5-85560-267-2.
- Архангельские гостиные дворы / О. Овсянников, Л. Фирсов // Памятники архитектуры Севера: сб. / сост. А. А. Куратов. — Архангельск, 1991. — С. 108—123.
- Памятники средневековой культуры: открытия и версии / В. Д. Белецкий, А. Н. Кирпичников, О. В. Овсянников. — М., 1994. — 271 с.
- Овсянников О. В. Средневековая Арктика: археологические открытия последних лет // Археологические вести. Вып. 3. — Спб, 1994.
- Овсянников О. В. Новые памятники «звериного стиля» в Большеземельной тундре / Славяне и финно-угры. — Санкт-Петербург, 1997. — С. 92-99.
- Носов Е. Н., Овсянников О. В. Архангельский клад 1989 г. / Славяне и финно-угры. — Санкт-Петербург, 1997. — С. 146—157.
- Взгляд на Европейскую Арктику. Архангельский Север: проблемы и источники. В двух томах / О. В. Овсянников (совместно с М. Э. Ясински); Рос. акад. наук, Ин-т истории материал. культуры, Норвеж. ун-т естеств. наук и технологии, Ин-т археологии. — СПб.: Петерб. востоковедение, 1998. — 464 с.
- Курбатов А. В., Овсянников О. А. Изделия кожевенного производства в городах русского Заполярья (Мангазея) // Археологические вести. Вып. 6. — Спб, 1999. — С. 245—271.
- Пустозерск. Русский город в Арктике / О. В. Овсянников (в соавторстве с М. Э. Ясински). — СПб: Петербургское Востоковедение, 2003. — 400 с. — ISBN 5-85803-214-1
- Arkhangelsk-skatten / A. Kuratov, О. Ovsyannikov // Pomor : Nord-Norge og Nord-Russland gjennom tusen ar / ed. Е. Niemi.— Oslo, 1992.— S. 22-28.